# Данило І Петрович Негош
Князь Данило І Негош-Петрович (Сербською: Данило Петровић Његош), (відомий як митрополит Данило II), (*25 травня (6 червня) 1826, Негуші, Чорногорія — 13 серпня 1860, Котор, Австрія (сучасна Чорногорія), син Сави Негош-Петровича та Анжеліки Радамович. Перший світський правитель Чорногорії.
Князь Данило І був князем-митрополитом, а пізніше князем Чорногорії з 1851 по 1860 рр. Протягом його правління Чорногорія стала суверенною державою. В 1852 році був утягнутий у війну з Османською імперією, внаслідок якої Османська імперія проголосила Чорногорію своїм протекторатом, а кордони між державами не були визначені до 1858 року. Данило, за допомогою свого старшого брата, герцога Мірка, переміг османів під Острогом в 1853 і в битві під Граховацем в 1858 роках. 12 січня 1855 року в Негуші одружився з Дариною Квекіч, яка походила з багатої сербської сім'ї торговців. Подружжя мало єдину дочку — Ольгу, яка померла в юності і не лишила по собі нащадків.

## Прихід до влади

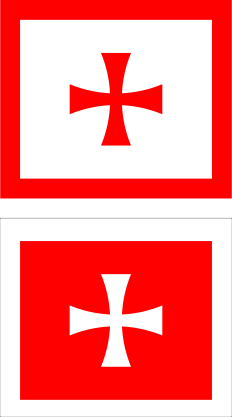
Прапор Чорногорії часів Данила І

Коли Петро II Негош-Петрович помер, народна скупщина, під впливом Джорджи Петровича (найбагатшого чорногорця того часу), проголосила старшого брата Петра ІІ Пера Томов Петровича князем. Та незважаючи не це, у недовгій боротьбі, Перо, якого підтримувала скупщина, програв молодшому Данилу, який мав значно більшу підтримку серед населення.
До визначення наступника Петра II Негош-Петровича, та після примирення племен Крмніка та Катуняни, Данило, що вже був визнаний усіма сербськими кланами окрім Бєлопавличів, поїхав до Відня, Австро-Угорщина, а потім до Російської імперії, щоб бути висвяченим у сан митрополита. Після того, як Данило повернувся з Росії у 1852, він доволі сильно здивував Перо та тих, хто його підтримував, тим, що привіз схвалення від Миколи І бути правителем Чорногорії. Таким чином, доволі неочікувано, Данило став князем, а Перо визнав свою поразку і знову очолив народну скупщину.
Після століть теократичного правління, Данило став першим чорногорським світським князем, який не носив церковного титулу 'митрополит'. Він планував перетворити Чорногорію на князівство, але не дожив до моменту реалізацій своїх планів. Таким чином, Чорногорія перестала бути другою після Ватикана теократичною державою в Європі, і набула рис більш звичної для Європи форми правління — монархії.

## Внутрішня політика

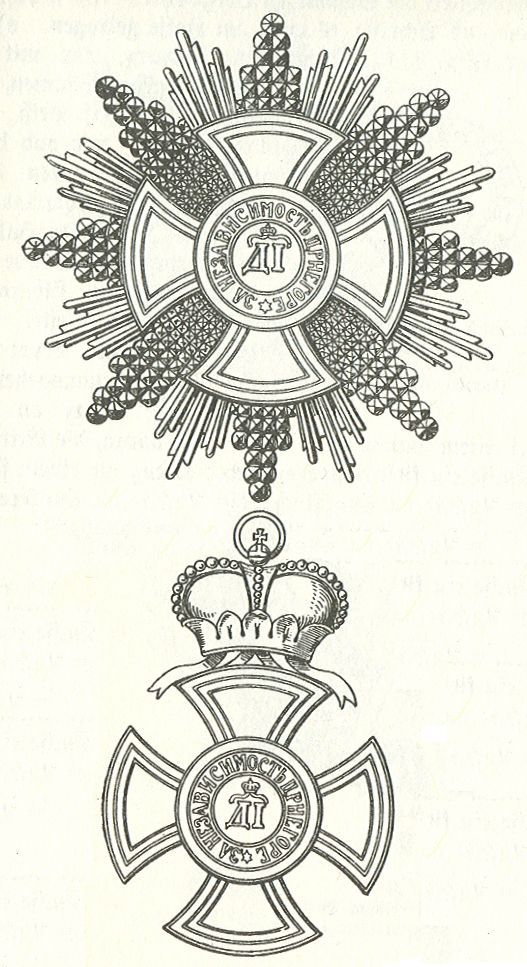
Орден Данила І

У внутрішніх справах, Данило був авторитарним і жорстким правителем.
Почалася реформа військової організації Чорногорії. На зміну концепції «озброєного народу» приходила система загальної військової повинності і створення командних кадрів. Капітани й воєводи, які керували округами, створювали мобілізаційні списки за племенами і родовими кланами, а також заздалегідь призначали серед найдосвідченіших воїнів сотників і десятників для майбутнього ополчення. Чисельність дружини перяників була збільшена до 100 осіб, 32 з яких постійно охороняли резиденцію князя. Крім того, були скликані ще 10 чет князівської гвардії, які скликалися тільки у воєнний час.
Князь використав Законник Петра І Негош-Петровича, як основу свого власного Великого Закону Країни 1855 року (Законік Данила Првог). Цей кодекс спирався на чорногорське традиційне та звичаєве право, і вважається першою чорногорською конституцією в її історії.
У 1855 році, вперше в історії Чорногорії, було проведено перепис населення. Згідно з ним, в Чорногорії проживало 80, 000 осіб.
У травні 1855 р. Народна скупщина в Цетині ухвалила «Законник князя Данила», який складався з 95 статей. Він декларував рівність усіх чорногорців перед законом, визначав права та обов'язки князя й інших посадових осіб, регулював шлюбні та майнові відносини. Новий кодекс став важливим засобом проведення політики централізації і стабілізації.
Данило І провів податкову реформу, яку сприйняли усі чорногорські племена окрім Кучі. Щоб покарати п'лемя Кучі, в 1856 році Данило послав свого старшого брата Мірка щоб «не тільки знищити усіх лідерів племені, але і вбити дітей в їх колисках». Виконуючи цей жорстокий наказ, Мірко вбив 247 людей, з них лише 17 були солдатами, інші ж — літні і діти. Таким чином плем'я підкорилося волі правителя.
У 1856 р. чорногорський уряд здійснив реформу в збройних силах. Військо відтепер поділялося на десятки, сотні, тисячі, а також створювалася гвардія. Військовозобов'язаними вважалися чоловіки віком від 18 до 50 років. Відбулася реформа адміністративно-територіального устрою. Великі територіальні одиниці поділялися на дрібніші, скасовувалися посади кнезів (сільських старост), функції яких перебрали комітети, що здійснювали виконавчу, судову та військову владу на місцях.
Таким чином, середина 50-х років XIX ст. стала важливим етапом модернізації державного ладу Чорногорії. Проголошення князівства (1856), придушення племінного сепаратизму (1855—1856), удосконалення законодавства (1855), військова реформа (1856) та інші заходи завершували тривалий період формування централізованої держави у Чорногорії. Водночас відбувся перехід від примітивного республіканського ладу з багатьма нашаруваннями родових відносин до абсолютистського деспотичного режиму князя Данила.

## Зовнішня політика
Під час правління Данила І Чорногорія фактично здобула свою незалежність від Османської імперії.
Становлення сильної світської влади в Чорногорії надзвичайно сильно вплинуло на Османську Імперію, яка вважала цю державу частиною своїх володінь. Той факт, що чорногорці допомагали повстанцям у Герцеговині, остаточно переповнило чашу терпіння османського султана Абдул-Меджида, і 14 грудня 1852 року він наказав вирішити чорногорську проблему військовим шляхом.
29 грудня 1852 року 33-тисячна османська армія під командуванням Омер-паші Латаса, яка була переформатована за європейськими стандартами, здійснила вторгнення у Чорногорію з чотирьох стратегічних напрямків. Князь Данило І і його воєводи здійснювали відчайдушні спроби оборони країни. Сили чорногорців, які продовжували мобілізацію під час війни, становили 10-15 тисяч осіб. У них майже не було гармат, стрілецька зброя була застарілою, а боєприпасів катастрофічно не вистачало.
До кінця січня 1853 року османам вдалося досить глибоко просунутися вглиб Чорногорії і нести загрозу Цетинє. В той час, чорногорці твердо вірили в те, що їм вдасться утримати ослаблені османські війська на кордонах перед столицею. Долю війни вирішило втручання Російської та Австрійської імперій, які не бажали перетворювати Османську імперію в єдину силу в регіоні. У середині лютого 1853 року Омер-паша і Данило І підписали перемир'я, і османські війська покинули Чорногорію. Військові і цивільні втрати країни у цій війні становили майже 2 тисячі осіб.
Ця незакінчена і кровопролитна війна дала князю Данилу впевненість у відсутності альтернативи створенню регулярної армії. Багато воїнів отримали свої заслужені нагороди за бойові заслуги: орден князя Данила, або Данилів хрест із девізом «За незалежність Чорногорії», золоті і срібні медалі за відвагу. Ними були відзначені подвиги 210 чорногорських воїнів і одного російського підданого — дипломатичного представника в країні полковника Ковалевського.
Сміливий зовнішньополітичний курс Данила І був направлений на міжнародне визнання незалежності Чорногорії і досягнення територіальної цілісності в країні в кордонах «держави Іван-бега Царевича». Проте, в 1856 році, на конгресі великих держав у Парижі, чорногрська дипломатія не мала успіхів. Тоді молодий князь, який досконало володів французькою, німецькою і російською мовами, пустив у хід власну харизму для того, щоб увійти в «європейську сім'ю монархів». У 1857 році він зустрічався із імператором Франції Наполеоном ІІІ і зумів завоювати його прихильність, але бажаної підтримки не здобув. Дещо більший захист надавала Чорногорії Австро-Угорщина, яка була занепокоєна присутністю османських військ у Герцеговині, де постійно відбувалися повстання.
Його харизматичний старший брат, Великий герцог Мірко Негош-Петрович, очолив 7,500 армію і переміг у рішучій битві під Граховацем османів 1 травня 1858. Османські сили були вщент розбиті. Значна кількість зброї, яка залишилась на чорногорських землях, стала військовим трофеєм князівства, який став у нагоді у війнах за незалежність у 1862 і 1875—1878 роках.
Ця велика перемога мала велике дипломатичне значення. Слава чорногорського війська була увічнена в піснях та у літературі усіх південних слов'ян, зокрема серед сербів Воєводини, яка тоді була частиною Австро-Угорщини. Чорногорська перемога змусила Великі держави офіційно визначити кордон між Чорногорією та Османською імперією, чим фактично визнали її незалежність. У листопаді 1858 року комісія іноземних держав представила демаркаційну лінію між чорногорцями та османами. Чорногорі отримала Грахово, Рудине, Нікшицьку жупу, більш ніж половину Дробнжачи, Тушина, Ускочі, Ліпово, Верхні Васожевичі і частину Кучі та Додоші.
Для того, щоб не погіршувати відносин з Австрією, Данило І шукав військового союзника, яким сталаРосія . Його освічена і багата дружина, а також неспроможність Росії вплинути на міжнародне співтовариство для визнання Чорногорії, сильно вплинули на його франкофільські настрої. Ці настрої були загрозливими для чорногорських відносин з Росією, Австрією та Сербією, які вбачали у добрих відносинах між Чорногорією та Францією загрозу їхнім інтересам.
В той же час усі великі держави Європи намагалися послабити російський вплив на Південно-Західну Європу, який найбільш сильним був у Чорногорії. Проте після поразки у Кримській війні в 1854, Росія не мала мала змоги посилити свої позиції на цих територіях, тим паче що її авторитет на міжнародній арені значно впав . На паризькому конгресі 1856 року, російські дипломати не підтримали чорногорські вимоги щодо здобуття незалежності та збільшення території. Проте росіяни відповіли на вимоги Данила, що «уряд Росії завжди визнавав незалежність Чорногорії і завжди буде робити так, незалежно від позиції інших великих держав». Під час поїздки до Франції, Данило отримав деяку фінансову допомогу (200 000 франків на рік) і сподівання, що французи стануть гарантами офіційного визнання суверенітету Чорногорії. До того ж, Наполеон III сподівався, що це збільшить французький вплив на Чорногорію за рахунок Росії. Цією дією Данило нажив собі багато ворогів, оскільки вона була сприйнята прихильниками Росії як зрада.
Кількість ворогів Данила І почала зростати і до їх складу увійшли старший брат, Великий герцог Мірко і голова скупщини Джорджи Петрович. План замаху на князя був придуманий чорногорськими іммігрантами на чолі з Стефаном Петровичем Кукою, а також підтриманий іноземними силами. Прихильникам Данили вдалося вбити Стефана Петровича в Стамбулі, але опір князю не закінчився.

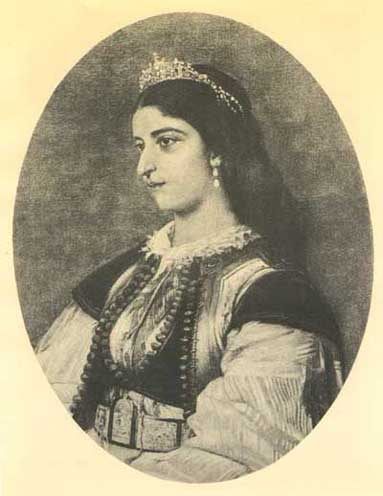
Даринка (Квекіч)Петрович

## Смерть
Данила було вбито в серпні 1860 року, коли він сідав на корабель у порті в Которі. Вбивцею був чорногорський Тодор Кадіч з племені Белопавличів.Причиною вбивства було причиною те, що князь Данило І зґвалтував сестру Кадіча.
Епоха правління Данила вважається в чорногорській історії «засліплюючою і страшною».
Наступником Данила І став Нікола I Петрович, його племінник, який, як і дядько, став наступним світським Правителем Чорногорії.